# 3. List Jana

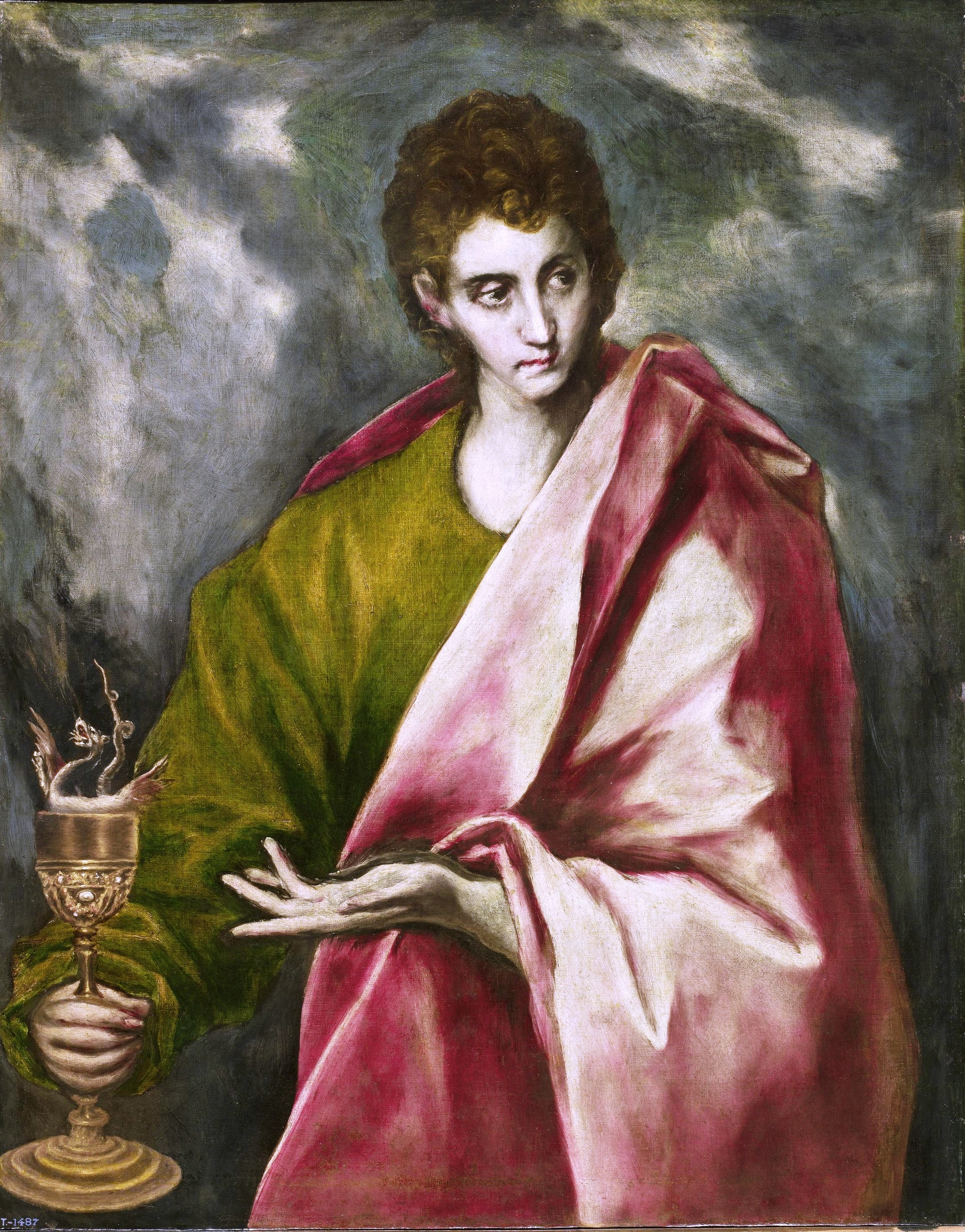
El Greco: Jan Ewangelista

Trzeci List św. Jana [3 J lub 3 Jan] – księga Nowego Testamentu przypisywana apostołowi Janowi, autorowi Ewangelii Jana, autor nazywa siebie prezbiterem (starszym). Wielu krytyków uważa, że autorem listu jest autor Pierwszego i Drugiego Listu Jana.
Co do miejsca i czasu powstania Listu nie można nic pewnego powiedzieć. Przypuszcza się, że powstał w końcu I wieku w Efezie.
Jest to raczej osobista kartka niż list. Zaadresowany jest do „umiłowanego Gajusa”. Gajus wspominany jest w kilku tekstach Nowego Testamentu (Dz 19,29; 20,4; Rz 16,23; 1 Kor 1,14), nie wiadomo jednak czy chodzi o tego samego Gajusa. Autor chwali Gajusa, wraz z Demetriuszem, przeciwstawiając ich Diotrefesowi, który stał prawdopodobnie na czele odrębnej wspólnoty i nie uznawał nad sobą władzy „starszego”.

## Cel i przesłanie Listu
List podkreśla znaczenie miłości, jako istotę życia chrześcijańskiego, przestrzega przed fałszywymi nauczycielami, być może chodzi tu o pierwszych zwolenników gnostycyzmu.
Ze względu na krótkość Listu brak głosów w najwcześniejszej tradycji poświadczających jego kanoniczność. Dopiero od końca IV wieku uznany został powszechnie za kanoniczny. Wątpliwości co do kanoniczności ożyło ponownie w okresie reformacji. Marcin Luter przypisał mu niższą kanoniczność.

## Ważniejsze rękopisy i przekłady Listu
3 List Jana został zachowany w kilku starożytnych rękopisach Nowego Testamentu. Spośród greckich wielkich kodeksów, kodeks Synajski, Aleksandryjski, oraz Watykański zawierają wszystkie trzy Listy Jana, podczas gdy Kodeks Efrema zawiera 3 Jana 3-15 wraz z 1 Jana 1,1-4. Kodeks Bezy utracił karty z greckim tekstem Listów Jana, zachował się jedynie łaciński tekst 3 Jana 11-15. W 26 wydaniu Nestle-Alanda wykorzystano ponadto papirus 74, kodeks 025, 044, 048, 0251. NA27 wykorzystuje w aparacie krytycznym minuskuły 33 i 1739, NA28 zrezygnowało z 0251 wprowadziło natomiast minuskuły 5, 81, 307, 436, 442, 642, 1175, 1243, 1448, 1611, 1735, 1852, 2344, 2492. Ze starożytnych przekładów 3 List Jana zawiera Wulgata, przekład koptyjski w dialekcie saidzkim, przekład ormiański, Syro-Filoxena, oraz etiopski przekład. Pomiędzy greckimi kopiami Listu oraz przekładami zachodzą niewielkie różnice i nie stwarzają one większych problemów w odtworzeniu oryginalnego brzmienia tekstu.